# Dean Chamberlain
Dean Chamberlain é um fotógrafo e artista audiovisual especializado em efeitos de iluminação exclusivos e tempos de exposição prolongados. Modelos famosos para suas fotos ficam sentados por até cinco horas enquanto ele deixa o obturador da câmera aberto e "pinta" o espaço ao seu redor com luzes carregadas e projetadas de várias cores e formas, criando imagens luminosas e coloridas. Sua técnica de fisiogramas foi descrita por uma de suas exposições como "Pintura com luz através do tempo e do espaço".
Chamberlain atuou como Artista Residente no Dartmouth College em 1989. Em 1994 o seu trabalho apareceu em Nervous Landscapes, livro que acompanhou uma exposição no Museu de Fotografia do Sudeste . Ele cofundou a Light Space Gallery em Venice, Califórnia, em 2001, e atua como codiretor. Desde 2003, Chamberlain é colaborador da Mao Mag, uma revista de arte e moda. Um documentário de seu trabalho está planejado para ser lançado na Ovation TV em 2010.
Ele tirou fotografias de arte de pessoas de muitas esferas da vida. Uma série de impressões de edição limitada "Psychedelic Pioneers" incluiu retratos de Timothy Leary, Ram Dass, Albert Hofmann, Laura Huxley, Alexander Shulgin, Rick Doblin, Oscar Janiger, Stan Grof, Terence McKenna e John Lilly; outra série documentou artistas como Keith Haring e Jeff Koons. Ele também criou retratos para músicos como David Bowie, Duran Duran, Debbie Harry,  Paul McCartney, Madonna, Arcadia, Roy Orbison, e dirigiu videoclipes usando as mesmas técnicas de longa exposição: "This One" para Paul e Linda McCartney, "Missing" para Arcadia e "All She Wants Is" para Duran Duran. "All She Wants Is" ganhou um MTV Video Music Award por inovação.
Chamberlain nasceu em Boston, Massachusetts. Ele se interessou pela fotografia quando tinha treze anos usando uma câmera Polaroid, e aos quinze adquiriu sua primeira Konica. Ele sempre quis ser artista e foi inspirado por sua avó que o incentivou a pintar em tela. Frequentou o Sheridan College e o Rochester Institute of Technology e, aos vinte e poucos anos, sabia que era um pintor de luz e se concentrou nessa técnica desde então. Ele estava muito interessado no movimento psicodélico e tornou-se amigo de Timothy Leary no final de sua vida. Em 2003, sua galeria fez uma exposição de arte e memorabilia que Chamberlain selecionou dos arquivos de Leary após sua morte.